# جون بيكون (1777–1859)

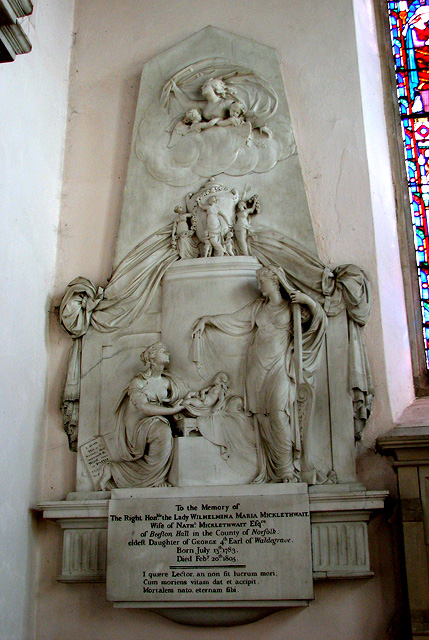
نصب تذكاري للسيدة ماريا ميكلوستيز، كنيسة سبرستيون (Sprowston)، 1805.

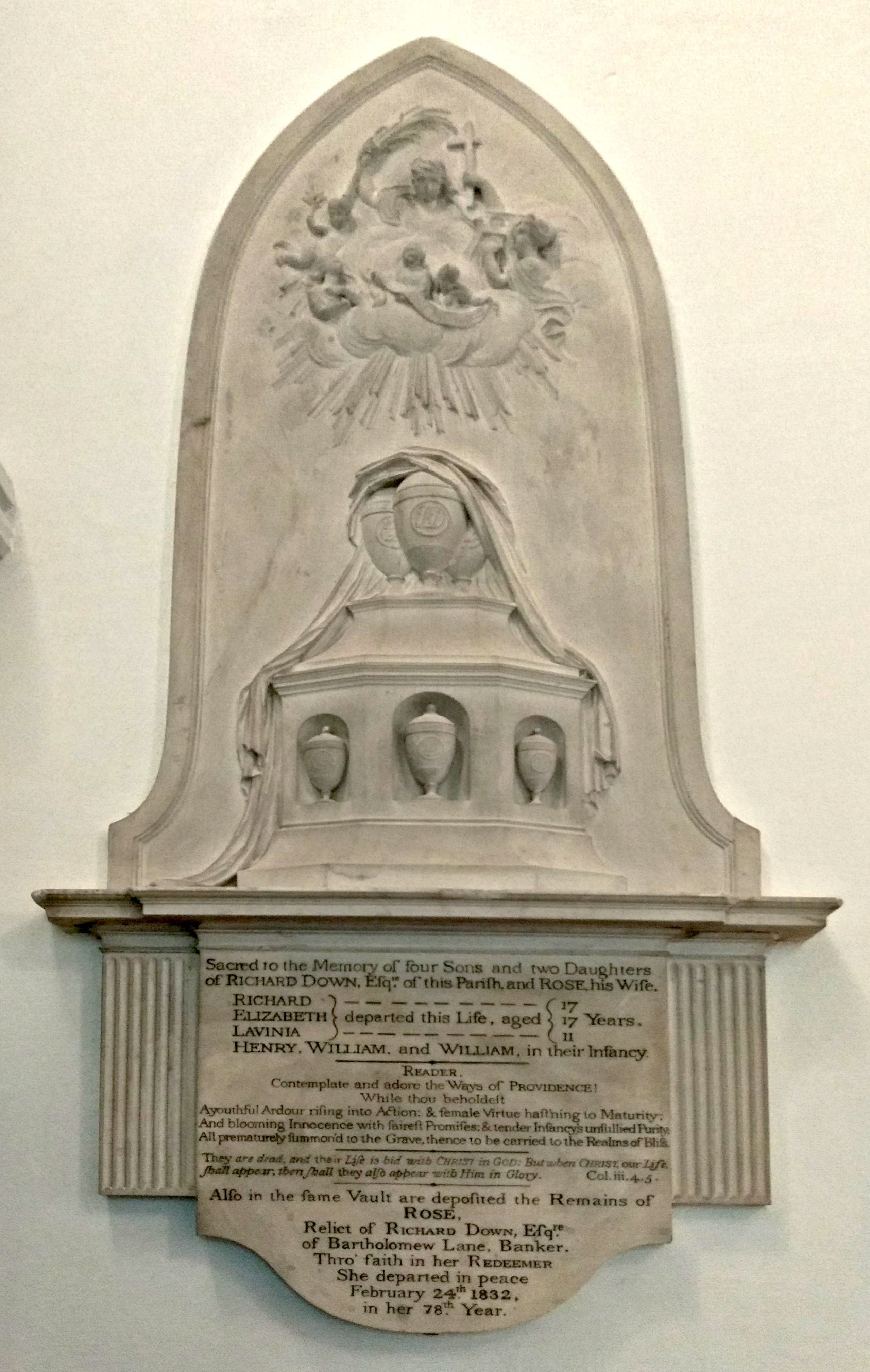
النصب التذكاري لأطفال ريتشارد داون في سانت جيمس الكبير، فرينيه بارنيت.

جون بيكون (1777–1859) يُعرف أيضاً بـ جون بيكون الأبن وذلك للتفريق بينه وبين أبوه المشهور أكثر منه جون بيكون (John Bacon (sculptor))، كان جون بيكون الابن نحات إنجليزي.

## حياته
كان جون بيكون جونيور الابن الثاني للنحات جون بيكون. دخل الأكاديمية الملكية للفنون في سن الثانية عشر. في الخامسة عشرة، عرض أول عمل له. في السادسة عشرة، حصل على الميدالية الفضية للأكاديمية الملكية. وفي السابعة عشر حصل على الميدالية الذهبية. وكان عمله الذي فاز به في الجائزة تمثال كاساندرا. عرض أخوه توماس بيكون أيضا في الأكاديمية الملكية في 1793-17. تُوفي والده في عام 1799 وورث جون بيكون الابن عمله. أنهى مثل هذه الأعمال التي وجدها في طور الإنشاء، بما في ذلك تمثال اللورد تشارلز كورن واليس المعروف جيداً، وتمكن من تأمين الرعاية الكافية لنفسه. توقفت عن العروض في الأكاديمية في عام 1824.

## روابط خارجية
- جون بيكون على موقع الموسوعة البريطانية (الإنجليزية)